# Stylosanthes
Stylosanthes, ou estilosantes, é um género botânico pertencente à família Fabaceae.

## Uso como forrageira
A pesquisa com estilosantes no Brasil acontece desde a década de 70 e após tanto tempo de pesquisas ele desponta como um excelente recurso forrageiro para ser plantando em consorciamento com gramíneas, fixando nitrogênio no solo e oferecendo um material vegetal com altos teores de proteína a animais ruminantes, acrescendo valores de ganhos na faixa dos 20 até 50% em rebanhos para corte ou produção de leite a depender do caso, acrescentando a isto a recuperação de pastagens degradadas oferececidas por estas plantas. Vem se descobrindo também que o uso do estilosantes com outras culturas também apresenta vantagens, não só pela fixação de nitrogênio, mas pela redução do número de nematoides que atacam as raízes destas culturas.
As variedades que estão disponíveis comercialmente para uso no Brasil são as seguintes:
- Estilosantes mineirão: o primeiro estilosantes desenvolvido para finalidade comercial, da espécie Stylosanthes guianensis var. Vulgaris. É resistente a seca (se mantém verde na seca), perene, produz poucas sementes, bem aceito pelo gado, apropriado para terras inférteis, se adapta bem em uma grande variedade de tipos de solos, possui de 12 a 18% de proteína na matéria seca.[2][5][6][7]
- Estilosantes campo grande: o segundo estilosantes desenvolvido para finalidade comercial, é o mais usado na pecuária. É uma mistura de 80% de sementes da espécie Stylosanthes Capita e 20% da espécie Stylosanthes Macrocephala. É planta bi-anual que se mantém no pasto por ressemeadura natural, resistente a seca, grande produtora de sementes, bem aceito pelo gado, apropriado para terras de baixa fertilidade, o solo deve ser leve e bem drenado, com textura de argila de até 35%. Se adapta muito bem a solos arenosos. Possui de 12 a 18% de proteína na matéria seca.[8][9][10]
- Estilosantes bela: o terceiro desenvolvido, é a variedade comercial mais nova lançada em 2019. É uma mistura de sementes da espécie Stylosanthes Guianensis BRS GROF 1463 e BRS GROF 1480 em iguais proporções (50/50). É resistente a seca, produz menos sementes que o estilosante campo grande, é bem aceito pelo gado, apropriado para terras de média a alta fertilidade, com até 40% de solo argiloso. Possui a maior produção de forragem por hectare comparada as outras variedades, acima de 6 t/ha, contra 2 t/ha das outras variedades. Possui 10 a 13% de proteína bruta.[11][12][13]

## Cuidados
Em plantio consorciado não é recomendado o uso de estilosantes com gramíneas no valor acima de 50%, o recomendado é entre 20 e 50% do pasto ser composto destas leguminosas, pois o consumo excessivo ocorrerá a formação de fitobezoares que são bolas densas de massa vegetal que se formam no estômago de ruminantes que podem causar obstrução intestinal levando o animal a óbito. Também é necessário o manejo certo dos animais, pois se não haver o trato cultural adequado ela pode acabar sendo abafada pela gramínea consorciada durante a sua implementação, ou devorada pelos animais antes de se fixar no pasto ou até mesmo virando uma praga se deixada "a vontade".
1. ↑  Portal, DBO (15 de março de 2018). «Nova chance para os estilosantes». Portal DBO. Consultado em 25 de junho de 2019
2. 1 2  «Manejo de Pastagens de Estilosantes Mineirão na Amazônia Ocidental». Portal Agrolink. Consultado em 25 de junho de 2019
3. ↑  «Uso de leguminosas em sistemas de produção. 5 Estilosantes». BeefPoint. Consultado em 25 de junho de 2019
4. ↑  «Produção de estilosante beneficia a criação de gado no Tocantins - Notícias - Secretaria da Comunicação». secom.to.gov.br. Consultado em 25 de junho de 2019
5. ↑  Saúde, Boi (11 de maio de 2018). «Como utilizar estilosantes mineirão na pastagem?». Boi Saúde. Consultado em 25 de junho de 2019
6. ↑  «Estilosantes Mineirao: leguminosa forrageira para os cerrados. - Portal Embrapa». www.embrapa.br. Consultado em 25 de junho de 2019
7. ↑  «Qual é a diferença entre o estilosantes campo grande e o estilosantes mineirão?». EMBRAPA - Perguntas frequentes. 15 de junho de 2016. Consultado em 25 de junho de 2019 soft hyphen character character in |titulo= at position 41 (ajuda); |nome1= sem |sobrenome1= em Authors list (ajuda)
8. ↑  «Estilosantes Campo Grande - Produtos/Cultivares - Germipasto». www.germipasto.agr.br. Consultado em 25 de junho de 2019
9. ↑  Ltda, Youzoom Soluçőes Web. «Estilosantes Campo Grande - Emb. 05kg». Sementes Boi Gordo - Qualidade em Sementes de Pastagem. Consultado em 25 de junho de 2019
10. ↑  «Estilosantes Campo Grande». Grupo Facholi. Consultado em 25 de junho de 2019
11. ↑  «Embrapa lança nova leguminosa para terras férteis, o Estilosantes Bela». www.girodoboi.com.br. Consultado em 25 de junho de 2019
12. ↑  alterar. «Estilosantes Bela: Em consórcio ou em valor nutritivo essa leguminosa se destaca». ruralpecuaria.com.br. Consultado em 25 de junho de 2019
13. 1 2  «Nova leguminosa recupera pastagens e engorda o gado». www.embrapa.br. Consultado em 25 de junho de 2019
14. ↑  «Estilosantes Campo Grande: Otimize a produção com baixo custo!». Galpão Centro-Oeste Comércio de Produtos Agropecuários Ltda. Consultado em 25 de junho de 2019